# British Columbia Highway 31
Der British Columbia Highway 31 in British Columbia in Westkanada liegt im Südosten der Provinz. Der Highway beginnt in Balfour und endet in Galena Bay. Der Highway hat eine Gesamtlänge von 175 km und ist nicht durchgehend asphaltiert. Zwischen den Seen Kootenay Lake und Trout Lake besteht der Highway nur aus einer Schotterpiste (gravel road).

## Streckenverlauf
Der Highway beginnt in Balfour am Fährhafen, an dem der Highway 3A über den Kootenay Lake führt. Der Highway verläuft entlang dem Westufer des Sees bzw. des Tals des Kootenay River bis Marblehead. In Kaslo zweigt in westlicher Richtung der Highway 31A ab, der zum Slocan Lake und dann weiter nach New Denver führt. Ab Marblehead folgt der Highway dem Lardeau River in nordwestlicher Richtung. Er tangiert den Goat Range Provincial Park an seiner nordöstlichen Grenze und verläuft am Nordostufer des Trout Lake. Der Highway erreicht schließlich Galena Bay am Ostufer des Upper Arrow Lake.
Der Highway 31 endet am Highway 23.